# 大壹夏
大壹夏（韓語：대일하，?—?），渤海国宗室大臣。大氏。第二代国王武王大武艺之从兄。
渤海武王仁安七年（726年，唐玄宗开元十四年），武王大武艺派遣同母弟大门艺等率兵攻黑水靺鞨，大门艺多次固谏劝阻大武艺兴兵，大门艺至前线，又致书大武艺，极力谏止。大武艺大怒，被夺去大门艺兵权，召还大门艺。于是派遣大壹夏代替大门艺率领大军攻黑水靺鞨。